# William Cowhig
William Cowhig (Maesteg, 5 aprile 1887 – Rugby, 16 agosto 1964) è stato un ginnasta britannico.

## Palmarès

### Olimpiadi
- 1 medaglia:
  - 1 bronzo (Stoccolma 1912 nel concorso a squadre)